# Fehér here
A fehér here (Trifolium repens) a hüvelyesek (Fabales) rendjébe és a pillangósvirágúak (Fabaceae) családjába tartozó faj. A ritka négylevelű példányok az európai kultúrkörben a szerencse egyik szimbólumának tekintett négylevelű lóhere, de még ritkábban előfordul akár 5-7 levelű változat is.

## Tulajdonságai
Négy–hat évig élő, évelő növény. A természetes gyep egyik legelterjedtebb növénye. Kaszáló típusú réteken, nedves és üde fekvésű legelőkön mindenütt megtalálható. Szertekanyargó indáiról egy évben öt növedéket is ad.

## Változatai
Fő változatai a hollandi here (Trifolium repens var. hollandicum Erith.) és a nagylevelű fehérhere vagy lódihere (Trifolium repens var. giganteum Lagr.) Óriáslevelű változata, a lódihere a réti csenkesszel és olasz perjével társítva vagy öntözéses legelőkön kitűnő takarmányt ad.

## Gazdasági jelentősége, termesztése
Öntözés nélkül és öntözve is igen eredményesen termeszthető. Jól alkalmazkodik a környezethez, még a száraz fekvésű területeken is eredményesen telepíthetõ. Bár az öntözést jól meghálálja, az öntözött gyepekben mégis inkább a lódiherének van jelentõsége. Telepítéskor a keverékbe 10–15%-ot ajánlatos tenni, mert túladagolva elszaporodik, a többi növényt elnyomja. Zölden és szénának szárítva is jó takarmányt ad, de még szilázsnak is megfelel, ha perjefélékkel társítjuk. A lódihere öntözéses viszonyok közé való; így nemesített fajtája akár 40–60 t/ha zöldtermést is adhat.
A fehér here vetőmagszükséglete hektáronként 8-10 kg/ha.

## Képek

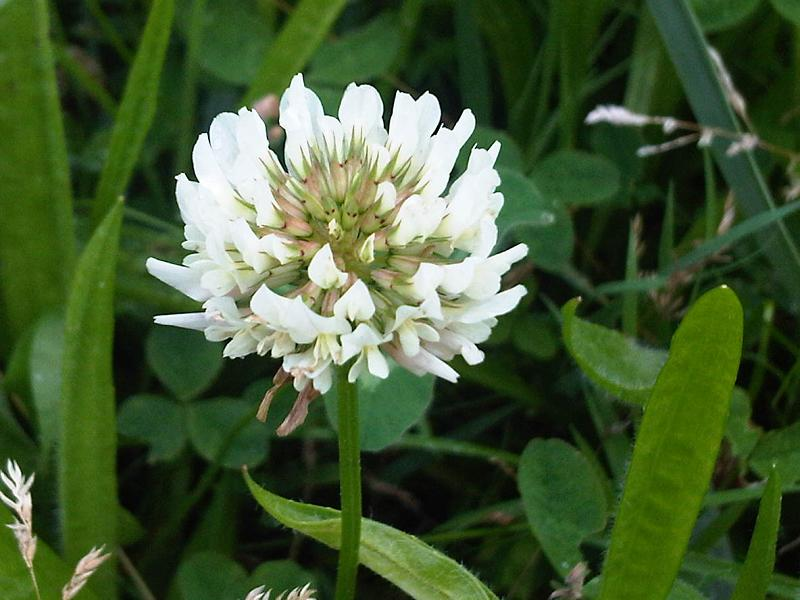
Virágzata
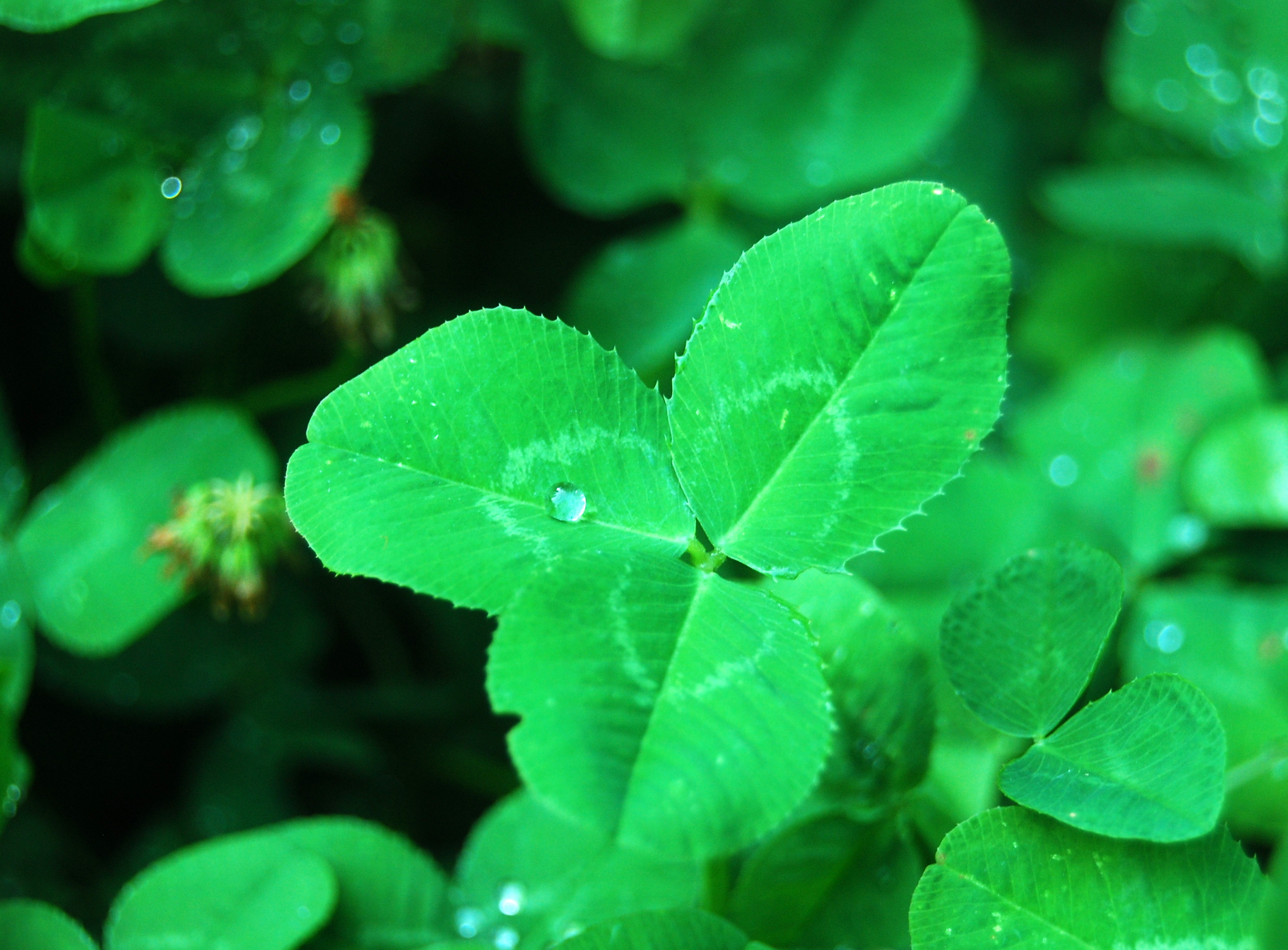
Három levele
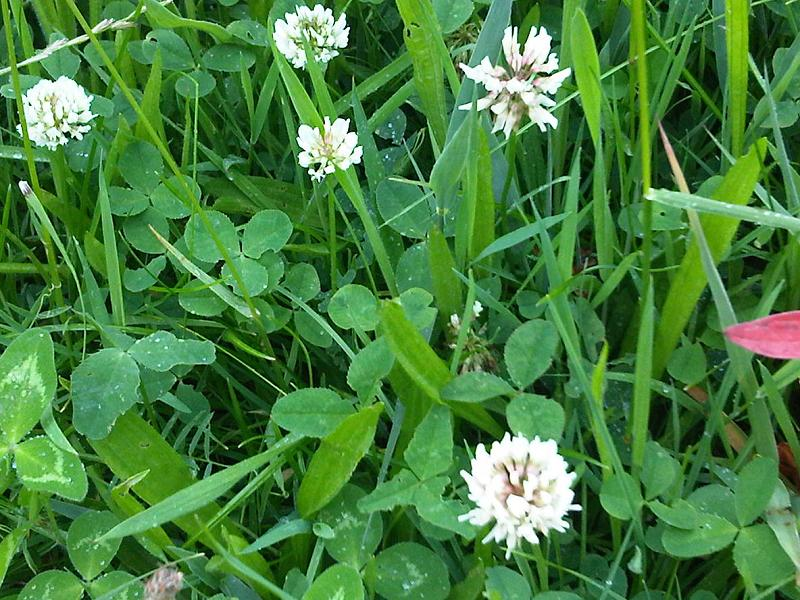
és telepe
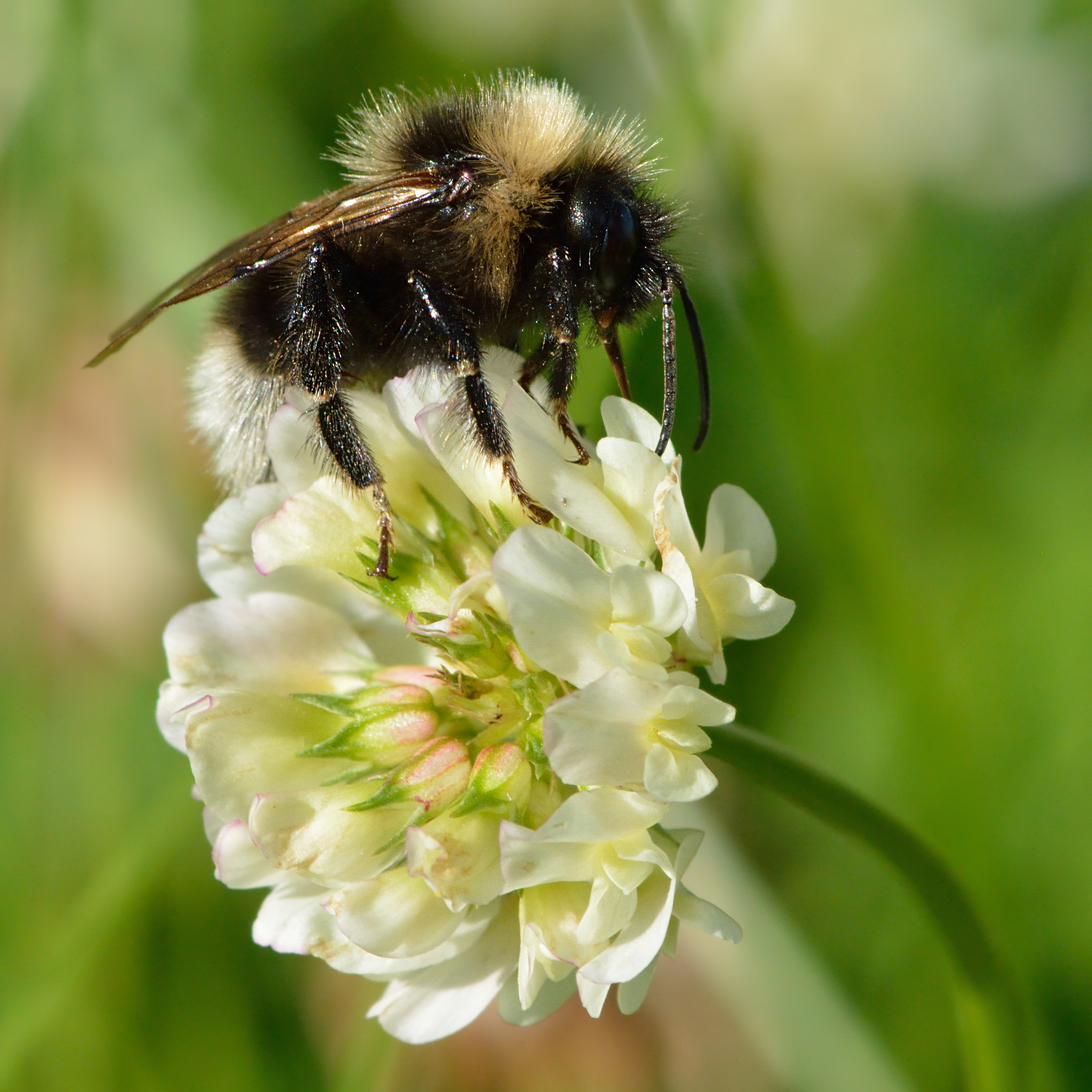
Virágzatán a Bombus barbutellus poszméhfaj egy példánya
Írország szimbóluma a "shamrock"
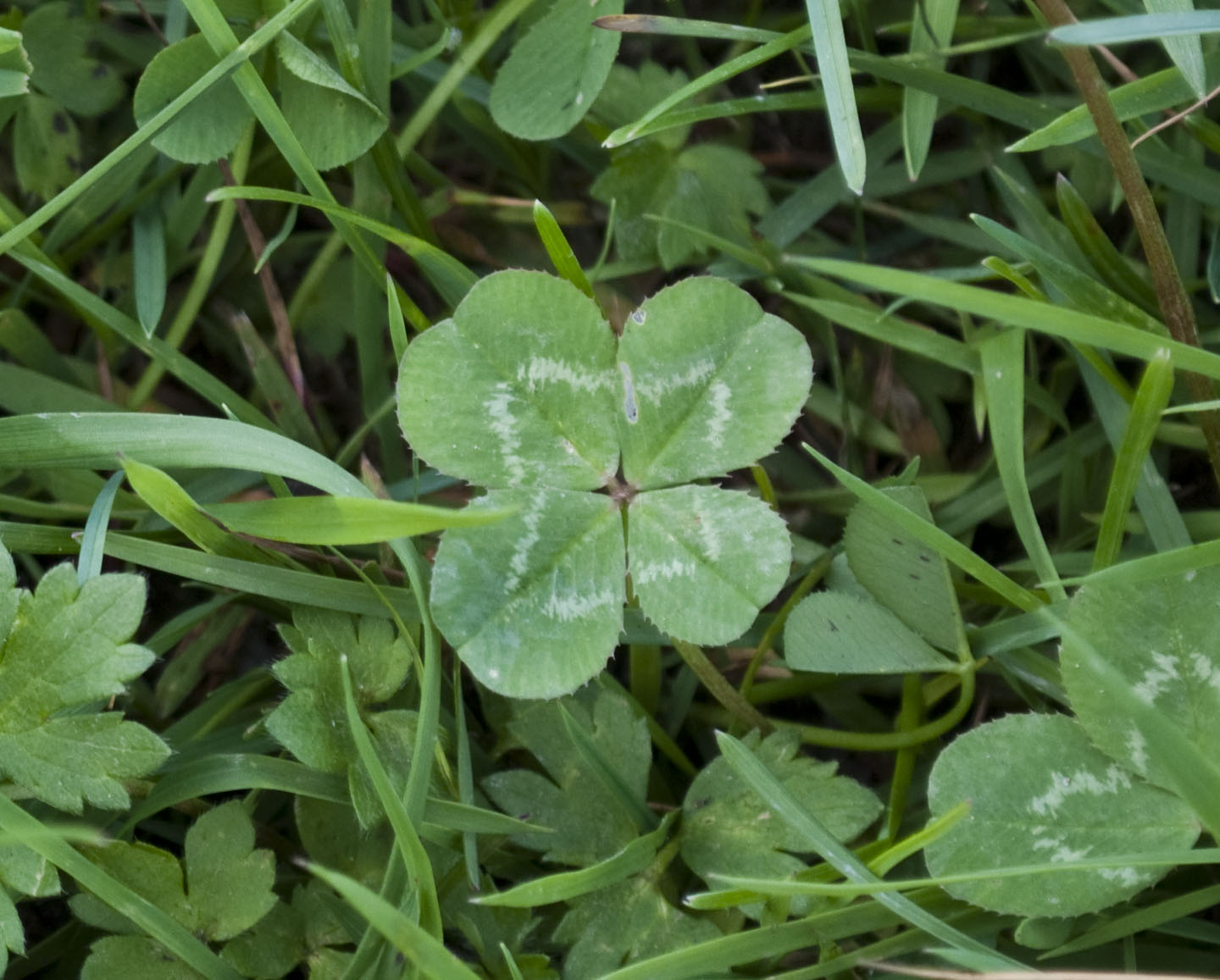
Négylevelű lóhere